# تصویر

شکل ۱ : پیاده‌سازی ژرفانمایی که تصویر را با موضوع ترکیب کرده‌است.

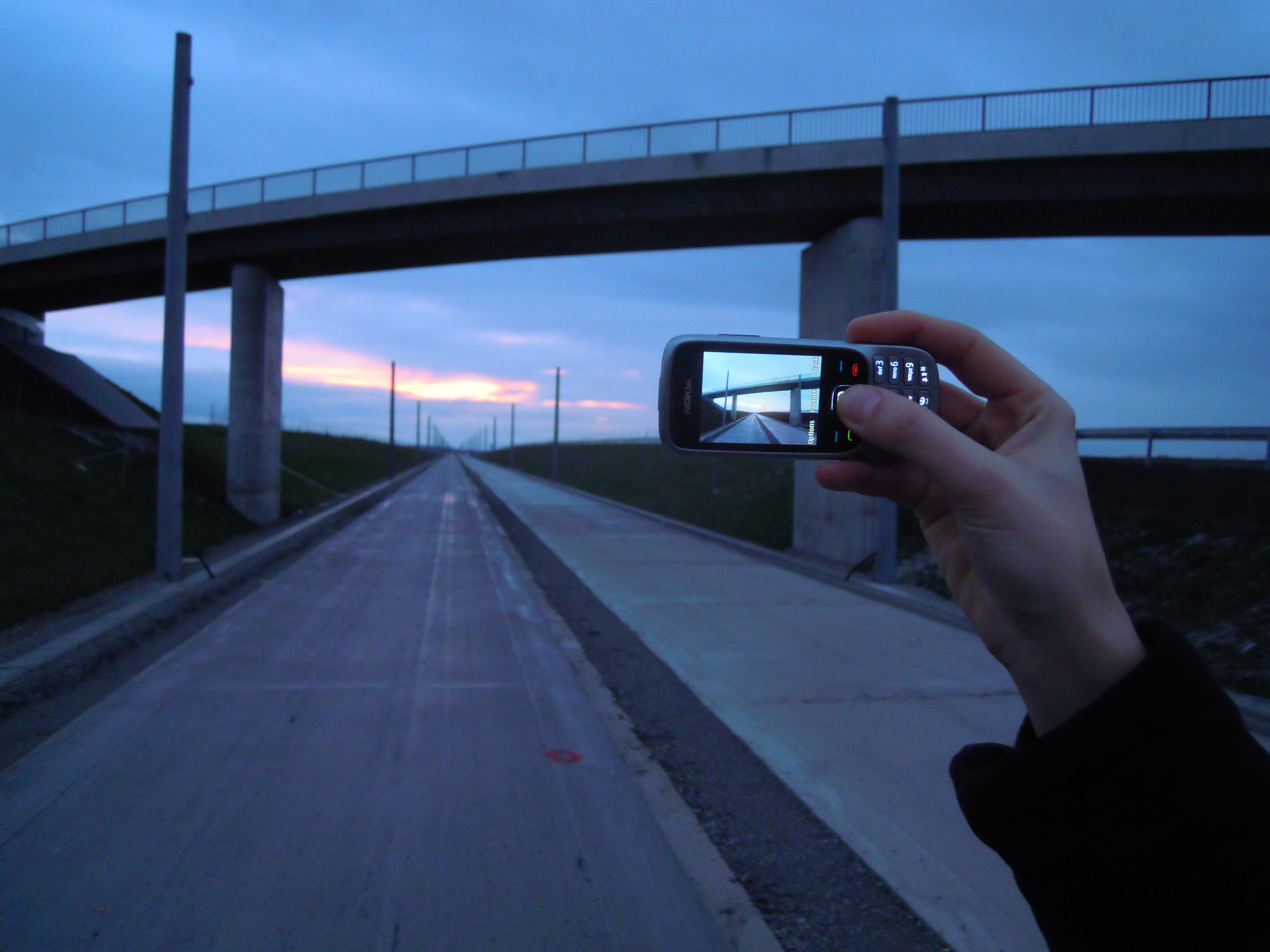

تصویر یا فرتور چیزی ثانوی است که بازتابِ واقعیت یا حقیقت دیگری باشد. فرتور در فرایند انتزاع و تجرید (شکل‌گیری مفاهیم و اندیشه)، برای فرد معنی پیدا می‌کند. فرتورها می‌توانند دوبعدی یا سه‌بعدی باشند.

## ریشه‌شناسی
فَرتور (picture) در فارسی احتمالاً از واژه پرتو گرفته شده‌است، واژه انگلیسی نیز از لاتین pictura به معنای نقاشی از pictus و pingo گرفته شده‌است. واژه وینه (image) از وین حالت دیگر بین، از پارسی کهن به معنای دیدن گرفته شده و واژه انگلیسی اش هم از فرانسوی که خود از لاتین imago است گرفته شده در معنای کپی، مانند. واژه شید (photo) به معنای نور است که در واژه خورشید هم دیده می‌شود، که واژه انگلیسی از یونانی باستان phos آمده به معنی نور که در اصل کوتاه شده photography (شیدنگاری) است.

## پیشینه
نگاره از نخستین رسانه‌های گروهی میان انسان‌ها بوده‌است.

## ویژگی‌ها
با نشانه‌شناسی نگاره، می‌توان ویژگی‌های یک نگاره را شناخت، اگر چه نظریات گوناگونی برای دستیابی به نگاره چون نظریهٔ اطلاع‌رسانی، نظریهٔ ریاضیات، نظریهٔ روانشناسی، نظریهٔ بیان و غیره وجود دارد. اما با این حال نشانه شناسی نگاره به شناخت و درک بهتر یک تصویر کمک بسیاری می کند.

### نگره نشانه‌شناسی
در نگره (نظریه) نشانه‌شناسی، مهم‌ترین گزینه «دلالت» است و نه «احساسات هنری». در نظریهٔ نشانه‌شناسی، سخن از «شیوهٔ تولید معنای» نشانه است. یک نشانه در اصل یک نشانه نیست، مگر آن‌که «مبین ایده‌ها» باشد و در پندار افراد دریافت‌گر، «تاویلی» برانگیزد؛ بنابراین می‌توان گفت هر چیزی می‌تواند نشانه باشد، چرا که انسان‌ها از همان آغاز، شروع به تاویل محیط اطراف خود کردند.

## نگاره وارومیک (ذهنی)
«نگاره وارومیک» نگاره‌ای است که در نبود اشیا یا پدیده‌ها در ذهن وجود دارد. طرح آغازین هنرمندان معمولاً نخست در ذهن و پندارشان مجسم می‌شود و سپس شکل حقیقی به خود می‌گیرد.